# Montana Taylor
Montana Taylor (* 1903 in Butte (Montana); † 1954; eigentlich Arthur Taylor) war ein US-amerikanischer Boogie- und Bluespianist und in den 1940er-Jahren einer der bedeutendsten Vertreter des Barrelhouse Piano.
Taylor wurde in Butte, Montana geboren, wo sein Vater einen Klub besaß. Seine Familie ging nach Chicago und später dann nach Indianapolis; dort begann er etwa um 1919 mit dem Klavierspielen. 1929 kehrte er nach Chicago zurück, wo er Platten für Vocalion Records aufnahm. Danach verschwand er aus der Öffentlichkeit und wurde erst 1946 vom Jazzfan Rudi Blesh in Cleveland wiederentdeckt. Er wurde wieder auf Schallplatten aufgenommen, sowohl Solo als auch als Duo mit Bertha Hill. 1948 nahm er seine letzten Platten auf. Montana Taylor starb 1954.
Bill Wyman, Mitglied der Rolling Stones, nannte Montana Taylor eine wichtige Grundlage für seine Entscheidung, Musiker zu werden. Sein Pianostil und Bluesgesang entstammen dem archaischen Stil und zeichneten sich durch vorzügliche melodische, harmonische und technische Ausgeglichenheit aus, schrieb Stephen Longstreet (Knaurs Jazzlexikon).